# Will Patton
Will Patton (Charleston (South Carolina), 14 juni 1954) is een Amerikaanse acteur.
Hij is de oudste zoon van een Lutherse dominee. Hij studeerde op de North Carolina School of Arts en ging daarna naar The Actors Studio.
Hij won twee Obie Awards voor zijn rollen in Fool for Love en What Did He See?. Daarnaast werd hij genomineerd voor een Saturn Award voor de beste mannelijke bijrol in de film The Postman.

## Filmografie
- Horizon: An American Saga (2024) - Owen Kittredge
- Janet Planet (2023) - Wayne
- Halloween (2018) - Hulpsheriff Frank Hawkins
- Boarding School (2018) - Dr. Sherman
- Falling Skies (2011) - Captain Weaver
- Road House 2 (2006) - Nate
- Into the West (2005) - James Fletcher
- The Last Ride (2004) - Aaron Purnell
- The Punisher (2004) - Quentin Glass
- Family Sins (2004) - Philip Rothman
- The Mothman Prophecies (2002) - Gordon Smallwood
- The Agency - Jackson Haisley (2001-2003)
- Remember the Titans (2000) - Coach Bill Yoast
- Trixie (2000) - W. 'Red' Rafferty
- Gone in 60 Seconds (2000) - Atley Jackson
- Jesus' Son (1999) - John Smith
- Entrapment (1999) - Hector Cruz
- Breakfast of Champions (1999) - Moe the Truck Driver
- I Woke Up Early the Day I Died (1998) - Preacher
- Armageddon (1998) - Charles 'Chick' Chapple
- O.K. Garage (1998) - Sean
- The Postman (1997) - General Bethlehem
- This World, Then the Fireworks (1997) - Lt. Morgan
- Inventing the Abbotts (1997) - Lloyd Abbott
- The Protector (1997) - Jeff
- Fled (1996) - Det. Matthew 'Gib' Gibson
- The Spitfire Grill (1996) - Nahum Goddard
- Plain Pleasures (1996)
- Copycat (1995) - Nicoletti
- VR.5 - Dr.Frank Morgan
- The Puppet Masters (1994) - Dr. Graves
- The Client (1994) - Sergeant Hardy
- Judicial Consent (1994) - Alan Warwick
- Natural Causes (1994) - Michael Murphy
- Tollbooth (1994) - Dash Pepper
- Romeo Is Bleeding (1993) - Martie
- Taking the Heat (1993) - Hadley
- Midnight Edition (1993) - Jack Travers
- A Child Lost Forever: The Jerry Sherwood Story (1992) - Frank Maxwell
- In the Deep Woods (1992) - Eric Gaines
- In the Soup (1992) - Skippy
- Lincoln and the War Within (1992)
- The Paint Job (1992) - Wesley
- Cold Heaven (1991) - Father Niles
- The Rapture (1991) - Deputy Foster
- Bright Angel (1991) (uncredited) - Woody
- Deadly Desire (1991) - Giles Menteer
- Dillinger (1991) - Melvin Purvis
- A Shock to the System (1990) - Lt. Laker
- Everybody Wins (1990) - Jerry
- Signs of Life (1989) - Owen's Father
- Stars and Bars (1988) - Duane Gage
- Wildfire (1988) - Mike
- No Way Out (1987) - Scott Pritchard
- A Gathering of Old Men (1987)) - Lou Dimes
- Belizaire the Cajun (1986) - Matthew Perry
- Chinese Boxes (1986) - Lang Marsh
- After Hours (1985) - Horst
- Desperately Seeking Susan (1985) - Wayne Nolan
- The Beniker Gang (1985) - Forest Ranger
- The Equalizer (1985) - Officer Nick Braxton
- Search for Tomorrow - Kentucky Bluebird (1984-1985)
- Silkwood (1983) - Joe
- King Blank (1983) - Bar Customer
- Variety (1983) - Mark
- Ryan's Hope - Ox Knowles (1982-1983)
- Kent State (1981)) - Peter